# Autobuses urbanos de Ronda
Los autobuses urbanos de Ronda son el servicio de transporte urbano de la ciudad de Ronda (provincia de Málaga, España). Están gestionados por la empresa UTE Urbano Ronda mediante convenio con el ayuntamiento. El servicio está compuesto por tres líneas.

## Líneas
| Línea   | Trayecto                              | Primer autobús | Último autobús |
| ------- | ------------------------------------- | -------------- | -------------- |
| Línea 1 | Estación autobuses -Hospital Serranía | 8:35           | 19:35          |
| Línea 2 | Hospital -San Francisco-Dehesa        | 8:25           | 19:25          |
| Línea 3 | La Dehesa - Barriada Almocábar        | 8:20           | 13:20          |